# Bruno Questel
Pour les articles homonymes, voir Questel.
Bruno Questel, né le 21 décembre 1966 à Bourg-Achard (Eure), est un avocat et homme politique français.
D'abord membre du Parti radical de gauche, dont il préside la fédération de l'Eure, il rejoint le Parti socialiste (PS) en 2004, date à laquelle il est élu conseiller général de l'Eure. Il quitte le PS et le conseil général en 2015. Il tente de réadherer au PRG, sans succès. Il adhère au Parti radical valoisien et à LREM à quelques mois d'intervalle.
Membre de La République en marche et du Mouvement radical, il est élu député dans la 4e circonscription de l'Eure lors des élections législatives de 2017. Candidat à sa réélection, il est battu au premier tour en 2022.
De 2018 à 2022, il est vice-président du groupe La République en marche chargé des relations institutionnelles et avec les territoires.

## Biographie

### Vie privée
Bruno Questel a une fille, âgée de 26 ans en janvier 2025 et d’un fils âgé de 22 ans en 2025.

### Parcours politique
Ancien suppléant du député socialiste François Loncle, Bruno Questel rejoint le Parti socialiste en 2005, peu après avoir quitté le Parti radical de gauche (PRG), dont il était président départemental et conseiller départemental.
En 2014, il est la tête de la liste du Parti socialiste aux élections sénatoriales dans l'Eure, qui recueille 17,06 % des voix et aucun siège. Il manque d'être élu sénateur à 15 voix près, derrière le sénateur sortant LR Ladislas Poniatowski.
Il quitte le Parti socialiste en 2015, s'opposant à son premier secrétaire fédéral Marc-Antoine Jamet.
En 2016, il exprime son intention de ré-adhérer au PRG où il est accueilli « froidement » par le président départemental « Il y a laissé un très mauvais souvenir. (…) Il m’a fait part de sa demande d’adhésion mais je n’ai pas reçu sa cotisation. »
Il présente sa candidature à l'investiture de La République en marche pour les élections législatives de 2017 le soir de la victoire de Benoît Hamon à la primaire co-organisée par le Parti socialiste, après avoir soutenu la candidature d'Arnaud Montebourg.
Le 18 juin 2017, il est député sous l'étiquette LREM de la quatrième circonscription de l'Eure avec 60,51 % des suffrages face à une candidate du Front national.
En avril 2018, il participe à la réunion constitutive de la fédération du Mouvement radical de l'Eure ; il siège de droit au sein de son bureau. Alors que certains radicaux tentent de créer leur propre groupe parlementaire à l'Assemblée nationale, il indique ne pas envisager de quitter le groupe LREM.
En octobre 2018, après l'élection de Gilles Le Gendre comme président du groupe La République en marche, il devient vice-président du groupe chargé des relations institutionnelles et avec les territoires. Peu après, il soutient Pierre Person pour succéder à Christophe Castaner comme délégué général de LREM, mais celui-ci se retire finalement de la course. En juin 2020, après la publication par Marianne d'une note de Gilles Le Gendre adressée à l'Élysée sur le casting d'un nouveau gouvernement, il fait part de sa désapprobation, qualifiant d'« insupportable » le contenu de la note ; il en appelle à « une refonte du fonctionnement du groupe parlementaire » et déclare que « l'immaturité de cette note montre qu'il est urgent que l'on sorte du VIIe arrondissement de Paris [où se situent à la fois l'Assemblée nationale et la circonscription électorale de Gilles Le Gendre] et que l'on parle aux Français ».
En novembre 2018, la chambre régionale des comptes met en évidence une irrégularité dans le versement d’indemnités aux vice-présidents du SDIS du département de l’Eure, dont Bruno Questel entre 2014 et 2015. Ceux-ci avaient touché leurs indemnités alors qu’ils n’avaient pas signé l’arrêté de délégation. Ils ne seront pas inquiétés par la justice : seuls les comptables du SDIS leur ayant versé ces indemnités seront condamnés à rembourser les sommes indûment octroyées.
En janvier 2021, à la suite des révélations de Camille Kouchner sur le viol de son frère par le politologue Olivier Duhamel, Bruno Questel réagit sur Twitter à un propos, jugé inacceptable, de l'ancien ministre Jack Lang, avant de s'exprimer à son tour sur le viol qu'il aurait subi à l'âge de onze ans, dans le village corse dont sa mère est originaire.
Après l'annonce d’un troisième confinement national par Emmanuel Macron en mars 2021, il crée la polémique en affirmant que le télétravail est compatible avec la continuité pédagogique pour les enfants gardés à domicile. Son intervention nécessite une mise au point de la ministre du Travail, de l’Emploi et de l’Insertion, Élisabeth Borne.
En juin 2021, le binôme qu'il forme avec Véronique Henon est battu lors du deuxième tour des élections départementales par le binôme de gauche constitué par Nathalie Betton et Michaël Ono-Dit-Biot. L'écart est de 48 voix. Une fois l'annonce des résultats faite, Questel annonce déposer un recours devant le tribunal administratif.
Candidat à sa réélection aux élections législatives de 2022 sous la banière Ensemble, il est éliminé au premier tour et annonce mettre un terme à sa vie politique sur son compte Twitter.
En avril 2024, il est nommé à la tête de la commission indépendante sur l'inceste et les violences sexuelles faites aux enfants, mais en démissionne rapidement en mai.

## Synthèse des mandats
- 2002-2016 : maire de Bourgtheroulde-Infreville
- 2004-2021 : conseiller général puis départemental de l'Eure
- 2016-2017 : maire de Grand Bourgtheroulde
- 2017-2022 : député de la 4e circonscription de l'Eure